# Dawn Richard
Dawn Angeliqué Richard, född 5 augusti 1983 i New Orleans, är en amerikansk popsångare. Hon slog igenom i tjejgruppen Danity Kane som Sean Combs skapade i serien Making the Band. Gruppen började med fem kvinnliga artister men idag består den bara av tre, då två lämnade gruppen 2008.

## Diskografi

### Studioalbum
- 2005 – Been a While
- 2012 – Armor On

## Fotnoter
1. ↑  Internet Movie Database, IMDb-ID: nm2492037co0047972, läst: 14 juli 2016.[källa från Wikidata]
2. ↑  Česko-Slovenská filmová databáze, 2001, ČSFD person-ID: 300891.[källa från Wikidata]